# International Dyslexia Association
Die International Dyslexia Association (IDA) ist eine gemeinnützige Bildungs- und Interessenvertretungsorganisation, die sich mit Fragen im Zusammenhang mit Legasthenie befasst. Sie hat ihren Sitz in Baltimore, Maryland, USA. Sie ist hauptsächlich in Kanada und den USA tätig.
Die IDA ist eine Organisation für Betroffene von Legasthenie, ihre Angehörigen und Fachleute des Gebiets. Außerdem dient sie als Plattform des internationalen Austausches von Organisationen mit dieser Thematik. Sie hat 9000 Mitglieder und arbeitet mit mehr als 40 Zweigstellen in den Vereinigten Staaten und Kanada. Sie hat weltweit Partner in 21 Ländern. In Deutschland ist dies der Bundesverband Legasthenie und Dyskalkulie.
Die IDA stellt auf ihrer Website Informationen über Legasthenie zur Verfügung, gibt eine von Fachleuten begutachtete wissenschaftliche Zeitschrift (Annals of Dyslexia) heraus und versucht Einfluss auf die Gesetzgebung auf regionaler Ebene in Kanada und den USA zu nehmen.